# Kovács József (református lelkész)
Korpádi Kovács József (Bolhás, 1836. július 14. – Nagykorpád, 1876. szeptember 25.) református lelkész.

## Élete
Korán árvaságra jutván, gyámszülők gondozása alatt nevelkedett; tanult a csurgói, pápai és debreceni főiskolákban; azután a külföldi egyetemeket látogatta. A belső-somogyi egyházmegyében választott magának működési tért, ahol 1860-ban a szobi által anyásított egyházban hat és utóbb a nagykorpádi (Somogy megye) egyházban tíz évig szolgált mint énekes szóló prédikátor. Az egyházmegyének, melynek reorganizálásában övé az első szerep, tanácsbírája és a csurgói iskola pénztárnoka volt. Somogy megye közügyeiben a megyei gyűléseken és a közéletben hatással működött. 1876. szeptember 25-én önkezűleg vetett véget életének.
Vezércikkeket és tanulmányokat írt az egyházi lapokba; költeményei Eudokia név alatt a debreceni Ev. Prot Lapban jelentek meg.

## Munkája
- Husz ünnepi és alkalmi prédikácziói. Debreczen, 1877. (Ism. Prot. Egyh. és Isk. Lap 1876. Ev. Prot. Lap. Olcsóbb cim-kiadás. Bpest, 1888.)

Szerkesztette a Boldogság Hegye c. folyóiratot a keresztény családok számára 1869-ben Pesten.